# Ulrich Friedemann
Helmuth Ulrich Adolf Friedemann (* 7. Mai 1877 in Berlin; † 16. November 1949 in Great Neck, Long Island, NY) war ein deutscher Arzt und Wissenschaftler auf dem Gebiet der Infektiologie.

## Leben

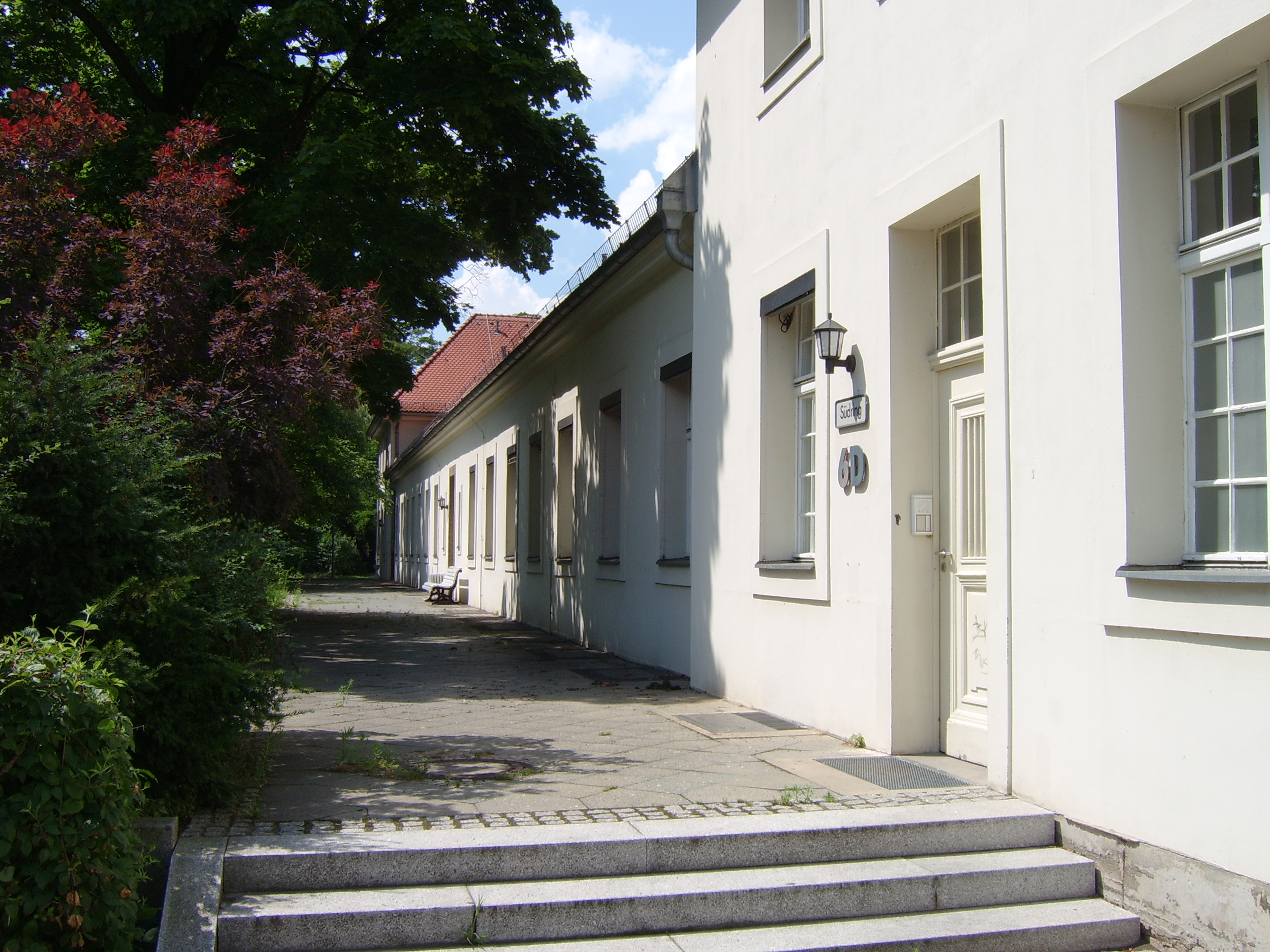
Alte Isolierstation der Klinischen Abteilung des Robert-Koch-Instituts im Virchow Klinikum der Charité.

Friedemann kam aus einer jüdischen Familie. Seine Eltern waren der Gerichtsassessor Edmund Friedemann und seine Frau Auguste, geb. Szkolny. Seine Schwester war die Literaturwissenschaftlerin Käte Friedemann.
Ulrich Friedemann studierte Humanmedizin in Heidelberg und promovierte 1900 über „Über die Veränderungen der kleinen Arterien bei Nierenerkrankungen“ bei Carl Benda.
Von 1910 bis 1933 war er Professor der Kaiser-Wilhelm-Universität zu Berlin und leitete von 1911 bis 1914 die bakteriologische Abteilung des städtischen Krankenhauses Moabit. Im Jahr 1915 trat er die Nachfolge von Robert Koch und Georg Jochmann als Leiter der klinischen Abteilung des Preußischen Instituts für Infektionskrankheiten am Rudolf-Virchow-Krankenhaus an.
Nach der Machtergreifung der Nationalsozialisten wurde im Frühjahr 1933 das Gesetz zur Wiederherstellung des Berufsbeamtentums erlassen. Auf der Basis dieser gesetzlichen Vorlage wurde Ulrich Friedemann im März 1933 wie alle jüdischen Mitarbeitenden am RKI  wegen seiner jüdischen Herkunft entlassen.
1933 emigrierte er wegen des nationalsozialistischen Terrors nach London und setzte dort seine Forschung an den Farm Laboratories, Mill Hill, als Gast des Medical Research Council fort. 1934/35 war er Dunham Lecturer an der Harvard University, Boston, und leitete ab 1936 die bakteriologische Abteilung des Jewish Hospital of Brooklyn in New York City, NY.

Ehemaliges Jewish Hospital of Brooklyn

Friedemann war seit 1927 mit Gertrud Bejach (1884–1966), der Witwe des Arztes Julius Morgenroth (1871–1924), verheiratet, die zwei Kinder mit in die Ehe brachte.

## Forschung
Ulrich Friedemann publizierte über 200 Artikel zu bakteriologischen, immunologischen und infektiologischen Themen, u. a. in der Deutschen Medizinischen Wochenschrift, dem Lancet und dem Journal of Immunology. Besondere Schwerpunkte seiner Arbeit waren die Blut-Hirn-Schranke, die Wirkung bakterieller Toxine auf die endotheliale Barrierefunktion und die Diphtherie.